# A Harvest of Death
Vous lisez un « bon article » labellisé en 2022.
A Harvest of Death (ou La Moisson de la mort en français) est le titre d'une photographie de Timothy O'Sullivan. Réalisée pendant la guerre de Sécession, entre le 4 et le 7 juillet 1863, elle montre les corps de soldats tués lors de la bataille de Gettysburg, étendus sur une partie du champ de bataille.

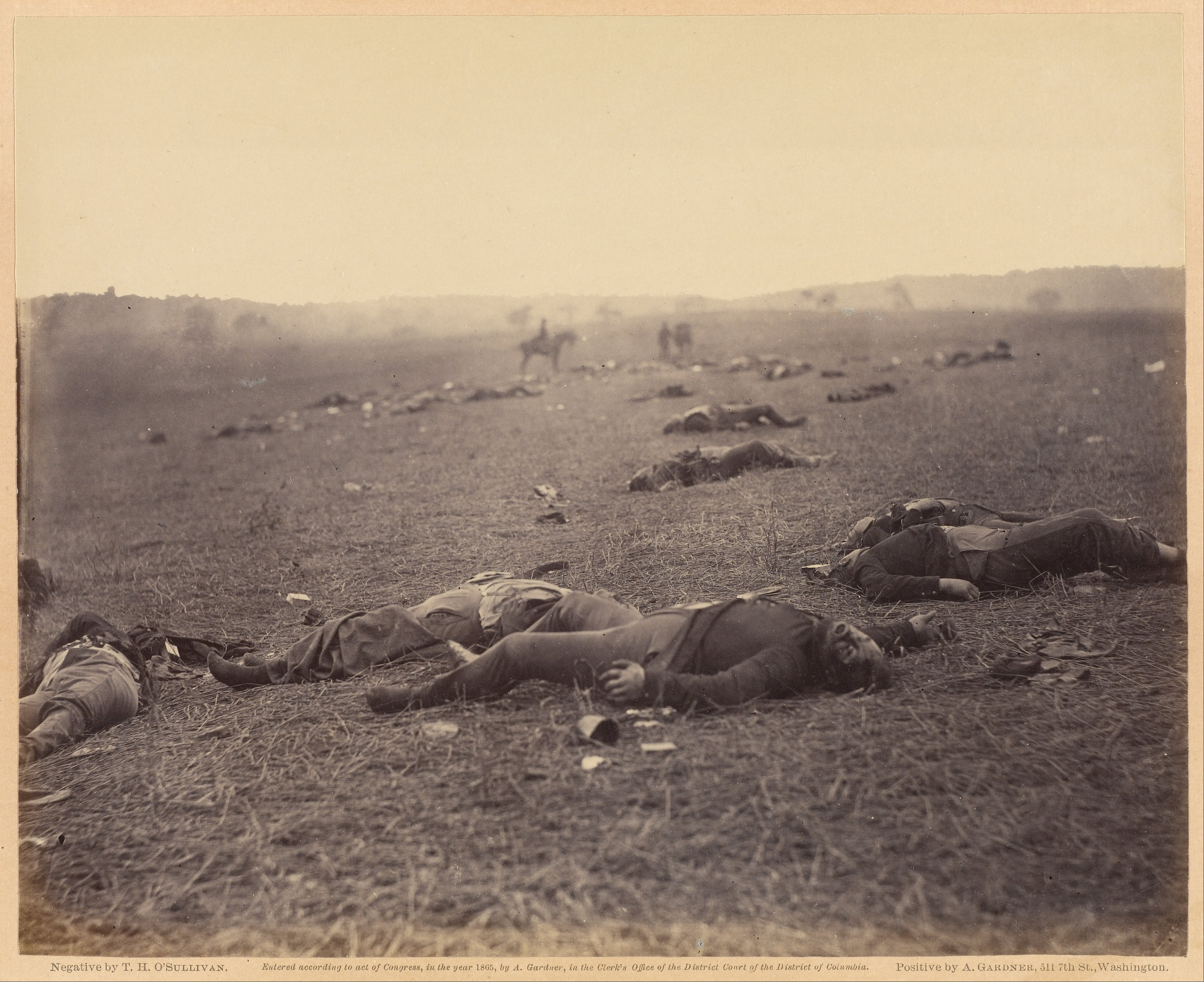
A Harvest of Death, 1863.

Elle résulte du projet photographique singulier de l'entrepreneur Mathew Brady, qui souhaite rendre compte avec réalisme du conflit. Cependant, lorsque Timothy O'Sullivan photographie les conséquences de la bataille de Gettysburg, l'engagement le plus meurtrier de la guerre de Sécession, il a récemment pris ses distances avec son commanditaire.
La photographie suscite des analyses et interprétations diverses, qui portent sur le réalisme de l'image, l'usage de la mise en scène, la représentation de la violence et du cadavre.
Le discours de Gettysburg, prononcé par le président Lincoln quatre mois après la bataille, contribue à la notoriété de la photographie : elle atteint progressivement, en dépit de l'échec commercial des photographes, une grande célébrité voire un statut de symbole de la guerre de Sécession, et elle est à ce titre à la fois célébrée et critiquée.

## Description
D'une dimension de 45,2 × 57,2 cm, l'épreuve sur papier albuminé (réalisée par Alexander Gardner), d'après un négatif en verre au collodion (O'Sullivan est l'auteur de la prise de vue), montre des cadavres en décomposition, sur le champ de bataille. Elle compte parmi les représentations les plus fameuses de la guerre de Sécession. Publiée dans la première anthologie américaine de photographies, le Photographic Sketch Book of the War d'Alexander Gardner, en 1865, elle fait partie d'une série de dix planches photographiques de la bataille de Gettysburg, dont huit ont été réalisées par Timothy H. O'Sullivan,.
La composition de l'image montre un premier plan de prairie herbeuse, immédiatement interrompu par une ligne horizontale de cadavres. Ceux-ci, gonflés, ont été dépouillés de leurs chaussures, l'un d'entre eux conserve la bouche grande ouverte. Les cadavres s'accumulent au centre de l'image, la perspective encadrée par la brume ou les fumées amène le spectateur à ne plus pouvoir les distinguer ni les compter. Le point de fuite indistinct indique l'ampleur du champ de bataille et, en conséquence, celle de cette moisson de la mort. Que ce soit un hasard, ou un choix délibéré du photographe, l'image répond par sa composition aux caractéristiques de la peinture de paysage, héritées de la Renaissance.

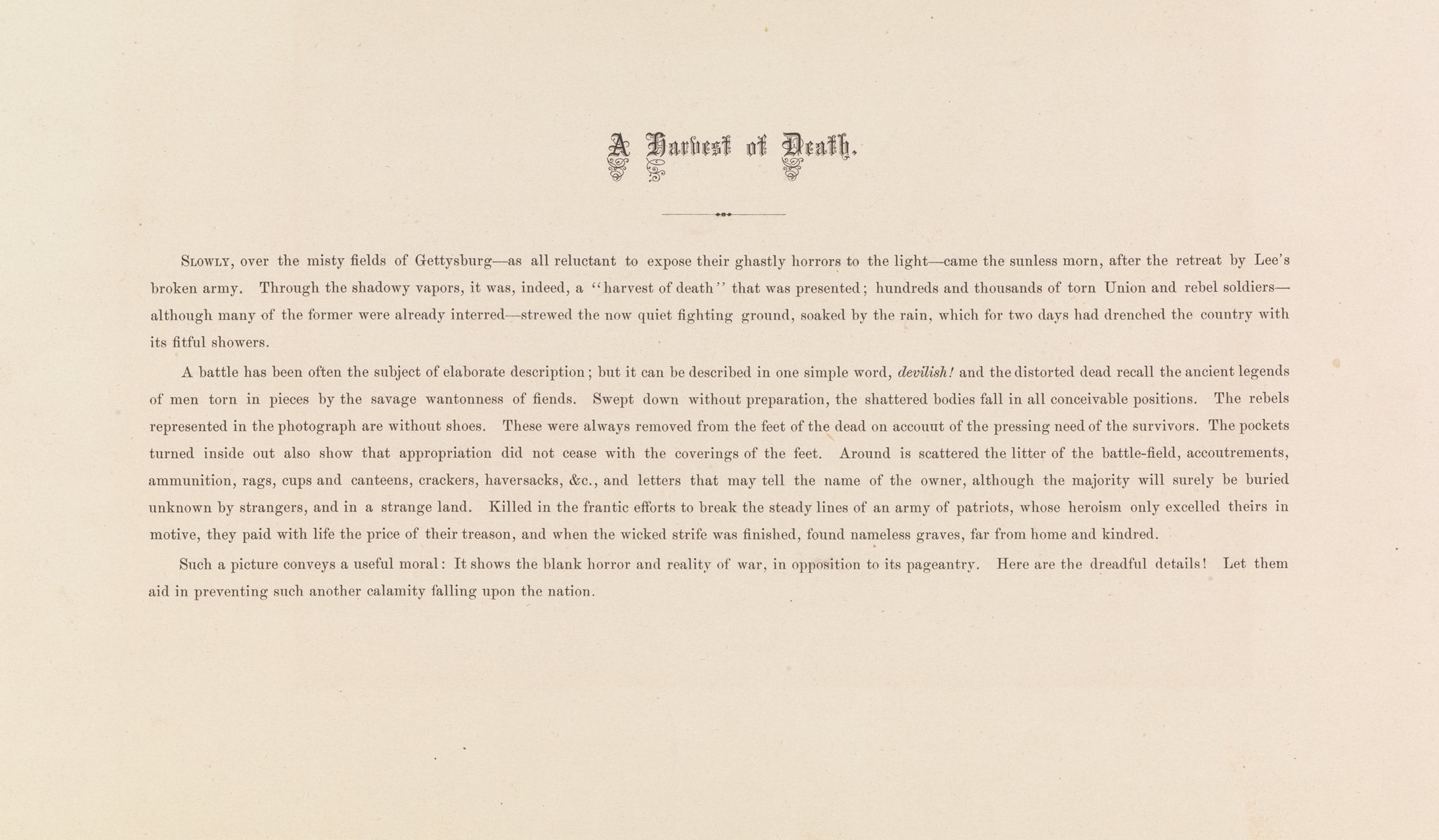
Légende de la photographie, par Alexander Gardner.

La photographie est accompagnée d'une longue légende, qui indique : « Lentement, sur les champs brumeux de Gettysburg — comme si tous hésitaient à exposer leurs horreurs à la lumière — apparut le matin sans soleil, après la retraite de l'armée brisée d[u général Robert E.] Lee. C'était, en effet, une « récolte de la mort » […]. Des centaines et des milliers de soldats abattus de l'Union et des rebelles — bien que beaucoup d'entre eux aient déjà été enterrés — jonchaient le champ de bataille maintenant calme, trempé par la pluie qui, pendant deux jours, avait arrosé le pays de ses averses irrégulières.[…] Une telle photo est porteuse d'une morale utile : elle montre l'horreur et la réalité de la guerre, en opposition à son apparat. En voici les détails terribles ! Qu'ils aident à empêcher qu'une autre calamité de ce genre ne s'abatte sur la nation,. »

## Contexte

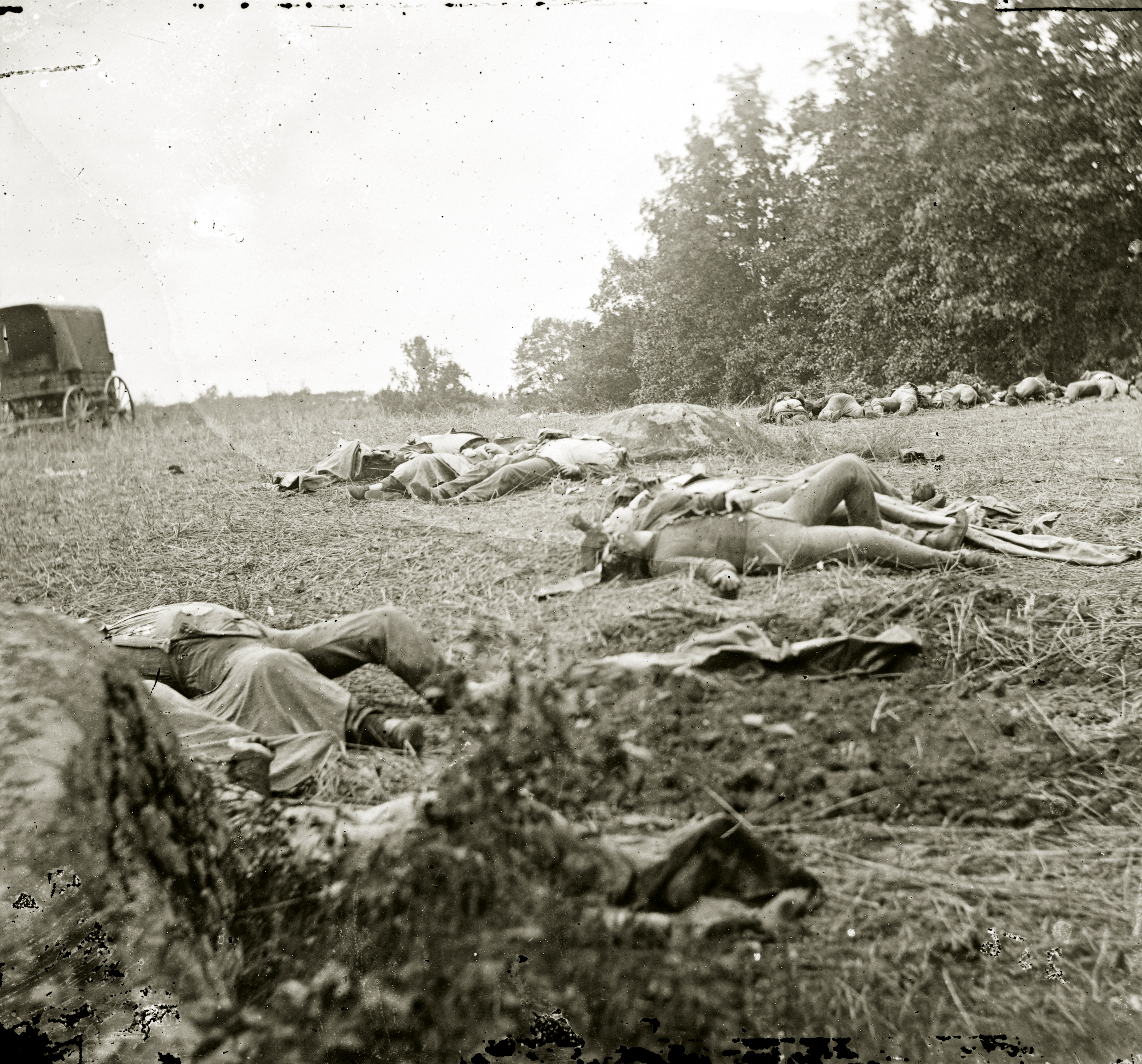
Alexander Gardner, Cadavres de confédérés rassemblés avant leur inhumation, à proximité de la ferme Rose, 5 juillet 1863, bibliothèque du Congrès.

### Technique
Lors de la guerre de Sécession, le temps d'exposition des plaques de verre au collodion humide va de cinq à vingt secondes ; son développement doit s'effectuer rapidement après l'exposition. Ces contraintes nécessitent de transporter à l'endroit de la prise de vue un matériel important, dans un chariot. Celui d'O'Sullivan apparaît incidemment dans l'extrémité gauche de la photographie Cadavres de confédérés rassemblés avant leur inhumation, à proximité de la ferme Rose, sur le champ de bataille de Gettysburg. La prise de vue s'effectue alors que les cadavres des soldats débutent leur processus de décomposition, et que les milliers de chevaux abattus sont empilés et brûlés à proximité.
La technique photographique ne permet pas encore de saisir l'action ou l'instant — ce que des dessinateurs reporters peuvent faire — et la photographie ne propose pas non plus une synthèse, telle que la réalise la peinture d'histoire,.

### Projet photographique

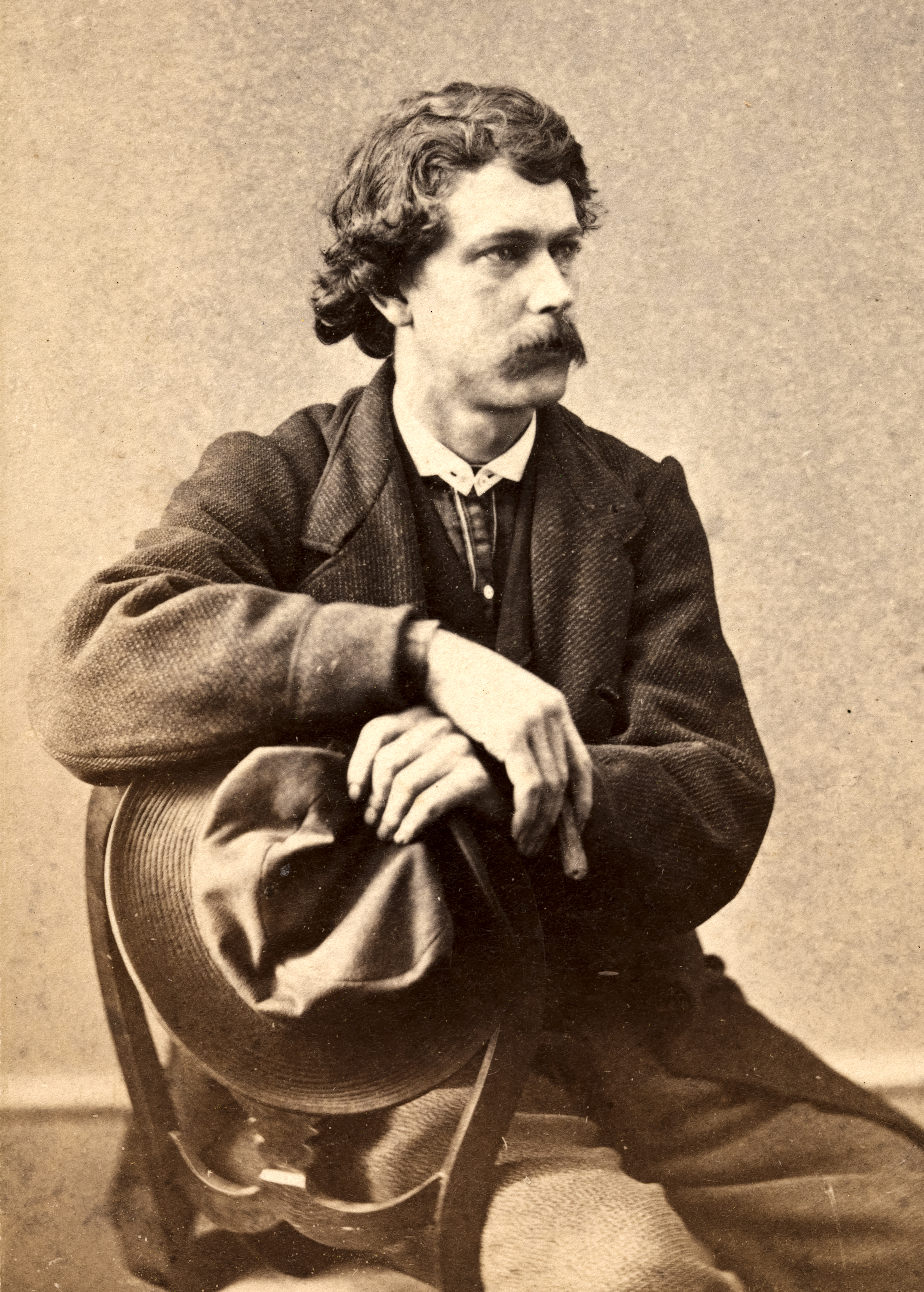
Portrait de Timothy H.O'Sullivan par Philp & Solomons, vers 1870.

La biographie d'O'Sullivan est lacunaire. Adolescent, il est recruté par Mathew Brady, un photographe et portraitiste qui s'est également fait connaître pour ses photographies de la guerre de Sécession. Au début de la guerre, en 1861, il est vraisemblablement nommé premier lieutenant dans l'armée de l'Union. Alexander Gardner travaille alors comme photographe au sein de l'état-major du général George B. McClellan, commandant de l'armée du Potomac. O'Sullivan devient photographe rattaché aux ingénieurs topographes : il copie des cartes et des plans, et prend des photographies pendant son temps libre. De novembre 1861 à avril 1862, il suit avec Gardner les forces de l'Union,.
Pour l'essayiste et romancière américaine Susan Sontag, la photographie de O'Sullivan s'inscrit dans « la première tentative à grande échelle de documenter une guerre ». Les photographes nordistes Alexander Gardner et Timothy O'Sullivan recueillent pour leur employeur Mathew Brady « des sujets conventionnels, tels que des campements peuplés d'officiers et de fantassins, des villes sur le chemin de la guerre, des munitions, des navires », mais surtout des soldats morts de l'Union et des Confédérés gisant sur le sol brûlé de Gettysburg et d'Antietam. L'accès au champ de bataille est un privilège accordé à Brady et à son équipe par Lincoln lui-même, mais les photographes ne sont pas pour autant commissionnés,.
Brady s'avère un patron autoritaire : s'il a réuni 26 photographes afin de documenter l'ensemble du front, plusieurs d'entre eux, dont Gardner et O'Sullivan, quittent le groupe en 1863 et forment leur propre équipe, en raison de la volonté de Brady de s'attribuer tout le mérite de l'expédition.
La photographe Sophie Delaporte rapproche le travail de Mathew Brady de celui de Roger Fenton en Crimée. Pour l'historien du cinéma Jérôme Bimbenet en revanche, l'expédition de Brady, Gardner et O'Sullivan s'en détache nettement : « Contrairement à la guerre de Crimée où les images étaient censurées d'avance car la majorité des photographes étaient en mission au nom du pouvoir, la guerre civile américaine fut couverte par une majorité de photographes privés dont le but était de commercialiser les photographies. »

### Bataille de Gettysburg

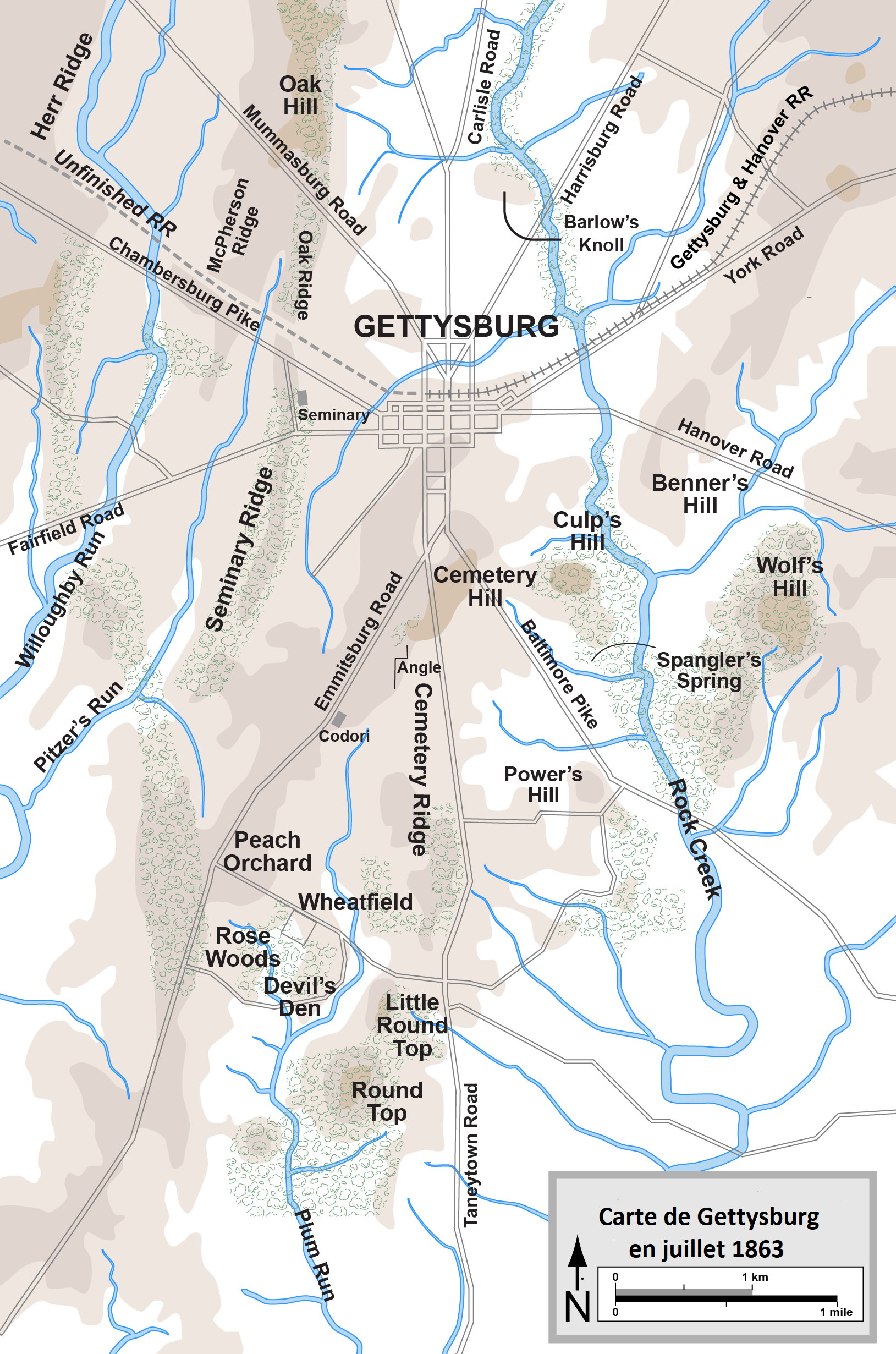
Carte de Gettysburg en juillet 1863.

La bataille de Gettysburg, qui se déroule du 1er au 3 juillet 1863 à Gettysburg (Pennsylvanie) se conclut par la défaite des Confédérés qui laissent le terrain aux Unionistes. Souvent considérée comme le principal tournant de la guerre, elle est également la bataille de la guerre de Sécession qui suscite le plus de pertes militaires : 28 000 hommes pour les Confédérés, 23 000 hommes pour le camp adverse, soit bien plus du quart des effectifs engagés. Le relief et le terrain boisé sont, pour l'historien John Keegan, les facteurs explicatifs de cette surmortalité, « car les troupes se rencontraient par surprise, dans un contexte de visibilité médiocre, et avaient alors du mal à se désengager à cause de la densité de la végétation ». La bonne position des Unionistes, retranchés sur les hauteurs et fortement armés, laisse peu de chances aux assauts des Confédérés.
Elle marque l'échec de l'offensive de l'armée de Virginie du Nord, commandée par le général Lee, face à l'armée du Potomac du général Meade et met fin à l'invasion par les troupes confédérées des territoires contrôlés par l'Union.

## Analyse et interprétation

### Réalisme et histoire
Pour Brady, la photographie renvoie à un devoir moral : il indique que « l'appareil photo est l'œil de l'histoire ». L'exigence de réalisme permet, voire exige de montrer des faits désagréables et durs. Ainsi, « à l’entrée en guerre, le photographe américain a pour ambition d’enregistrer l’histoire des États-Unis en s’arrêtant plus spécialement sur la vie quotidienne des acteurs du conflit, du général au simple soldat : il montre avant tout des individus, tout en effaçant les hiérarchies ». Parce qu'il a financé seul son entreprise, Brady espère aussi d'importantes rentrées d'argent. Pour l'historien du cinéma Jérôme Bimbenet, c'est vraisemblablement l'initiative privée qui a permis — à l'inverse de la commande gouvernementale — aux images d'O'Sullivan d'être réalistes et novatrices. 
Cependant, les photographes n'ont pas nécessairement photographié leurs sujets tels qu'ils les avaient trouvés. Photographier reste une œuvre de composition. Avec des sujets vivants, on prend la pose ; avec des cadavres immobiles, comme l'indique Susan Sontag, le photographe reste celui qui dispose les éléments dans l'image. De même, le spécialiste des États-Unis André Kaspi indique que pour attirer les acheteurs de photographies, le photographe de la guerre de Sécession devient un metteur en scène, qui recourt au trucage.

### Mise en scène
La photographie devient, par la mise en scène, un élément que l'on manipule à des fins esthétiques, commerciales, ou propagandistes,.
A Harvest of Death et Field where General Reynolds fell sont les planches 36 et 37 du Photographic Sketch Book of the War, paru en 1865. Leur sujet semble différent : « Le commentaire de la première photographie décrit des soldats rebelles, morts à l'assaut d'une armée de patriotes et abandonnés sur le champ de bataille. Celui de la seconde décrit des soldats de l'Union morts en faisant leur devoir. » Or l'historien américain William Frassanito a pu démontrer qu'il s'agissait d'une seule et même scène, prise sous deux angles différents par Timothy O'Sullivan,,.
| Légende originale de l'image précédente |

Ainsi, selon l'historien François Cochet, si « les mêmes cadavres servent à la fois à honorer les soldats de l’Union, morts en faisant leur devoir, qu’à [sic] décrire des rebelles tués en montant à l’assaut des patriotes du Nord », c'est parce que, selon lui, « dès la guerre civile états-unienne, les règles de la guerre totale médiatique sont fixées ». Pour Héloïse Conésa, A Harvest of Death témoigne d'une « falsification » pionnière, puisque O'Sullivan cherche à « pousser à son paroxysme la dimension tragique de sa prise de vue ».
| A Harvest of Death avec ajout de numéros · Field where General Reynolds Fell avec ajoput de numéos |

Dans l'album de Gardner, on trouve d'autres formes de mise en scène, notamment pour le cliché représentant le corps d'un tireur d'élite. William Frassanito a étudié six photographies de ce soldat mort, prises par les photographes Alexander Gardner et Timothy O'Sullivan sur le champ de bataille de Gettysburg en juillet 1863. Quatre d'entre elles sont situées sur le versant sud de Devil's Den, l'emplacement original du corps du fantassin, probablement tué alors qu'il montait à l'assaut : « Après avoir pris des photos du soldat mort sous plusieurs angles, les deux photographes ont remarqué le pittoresque repaire du tireur d'élite — à quarante mètres de là — et ont déplacé le cadavre dans cette niche rocheuse pour le photographier à nouveau. Une couverture, visible sous le soldat dans une autre version de l'image de l'antre du tireur d'élite, a peut-être été utilisée pour transporter le corps,. »
Toujours selon Frassanito, le type d'arme que l'on voit sur ces photos n'était pas utilisé par les tireurs d'élite, mais probablement un accessoire apporté par le photographe lui-même.
| Photographie en noir et blanc d'un soldat mort, allongé sur le dos, sur un terrain plan. · Photographie en noir et blanc d'un soldat mort, allongé sur le dos, légèrement tourné vers l'objectif, au milieu de rochers |

Pour l'historien François Cochet, cette mise en scène pose la question de la place et du rôle de la photographie, car elle montre « un rapport ressenti à la "vérité", à la conviction, encore largement partagée, que "c'est vrai puisque c'est photographié". Cette "vérité" construite, instrumentalisée, en dehors de toute administration de la preuve véritable, constitue une des dimensions essentielles de la photographie de guerre ».

### Rejet de la violence
La légende de l'image donne lieu à des interprétations parallèles. Pour Monique Sicard, chargée de recherches au CNRS, « la violence des images donne naissance à des positions non violentes, offrant déjà des contre-exemples aux hypothèses formulées dès 1917 sur les liens entre la violence des scènes figurées et la délinquance des jeunes gens ». Le site du festival international de photojournalisme Visa pour l'image indique une filiation dans le rejet de la violence, car Gardner et O'Sullivan « révélèrent l’envers du décor héroïque de la guerre en usant de la photographie pour décrire ses redoutables détails, publiant les toutes premières images de champs de bataille jonchés de cadavres. [Ils] reprenaient le flambeau d’artistes comme Jacques Callot ou Goya, et ouvraient la voie à d’autres photographes qui se font un devoir de dénoncer les horreurs de la guerre ».
L'historien de la photographie François Brunet montre que cet « évangile photographique » qui communie dans la foi en la véracité de l'image, le pacifisme et la capacité des images à transformer le monde, est durable jusqu'aux années 1930 aux États-Unis.

### Mutation des représentations: la figure de la bataille
Pour Hélène Puiseux, directrice d'études à l'École pratique des hautes études, les photographies de la guerre de Crimée, et plus nettement encore celles de la guerre de Sécession contribuent à redéfinir la figure de la bataille, dont elle fait la généalogie : « Lorsque naît la photographie, la bataille est, depuis plusieurs siècles, inscrite à la fois dans la réalité militaire comme modèle stratégique […] et dans les représentations culturelles. Le terme [de bataille] sert sur un même plat à la fois la réalité aux militaires et la fiction de cette réalité, après-coup, à tout le monde. »
Les photographes de la guerre de Sécession, qui n'ont pas les appareils adéquats pour saisir, ni l'instant, ni l'ampleur géographique de la bataille, sont donc amenés à opérer des découpages temporels et spatiaux, à valoriser l'« avant » et l'« après » de la bataille : Gardner et O'Sullivan « insisteront sur les corps humains avant, après et pendant la bataille ; ils prendront […] les blessés, les cadavres, les survivants plus ou moins hébétés ou triomphants ».

## Postérité

### Cimetière et discours de Gettysburg

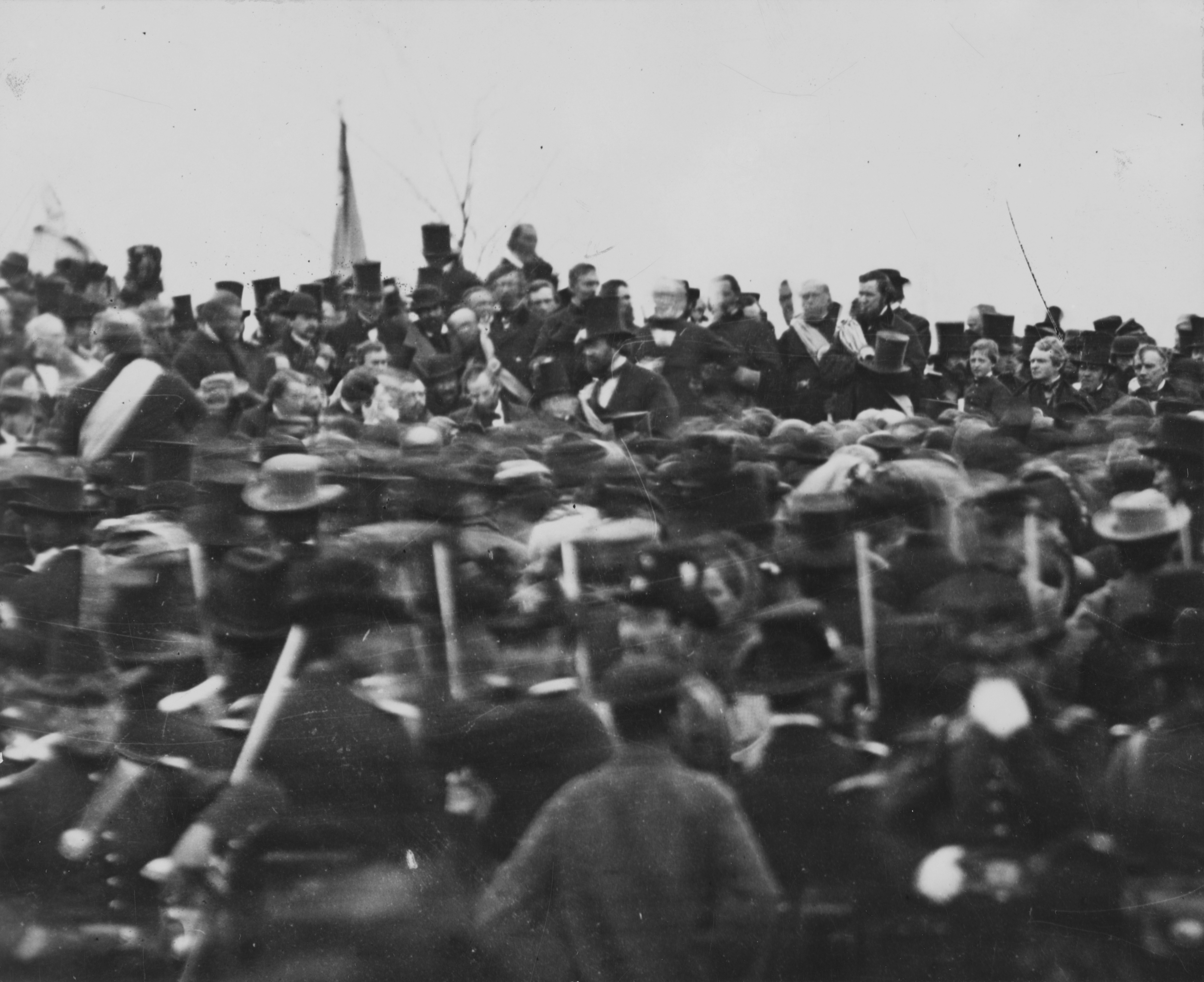
Abraham Lincoln inaugure le cimetière national de Gettysburg le 19 novembre 1863.

La création, à proximité du champ de bataille, du cimetière national de Gettysburg, et le discours de Gettysburg du président Lincoln constituent un jalon essentiel de l'histoire américaine. Quatre mois après la bataille, le 19 novembre 1863, le cimetière est inauguré. Lors de la cérémonie, le président Lincoln rend hommage aux soldats tombés au combat et prononce un discours historique, connu sous le nom de « discours de Gettysburg ». Celui-ci marque une évolution dans la pensée de Lincoln et dans les objectifs de la guerre, car il ne s'agit plus seulement de défendre l'Union et de restreindre l'esclavage, mais aussi de fonder une nouvelle Union qui accomplirait le rêve des pères fondateurs de n'être composée que d'hommes libres.

### Le cadavre photographié, jalon de l'histoire de la photographie

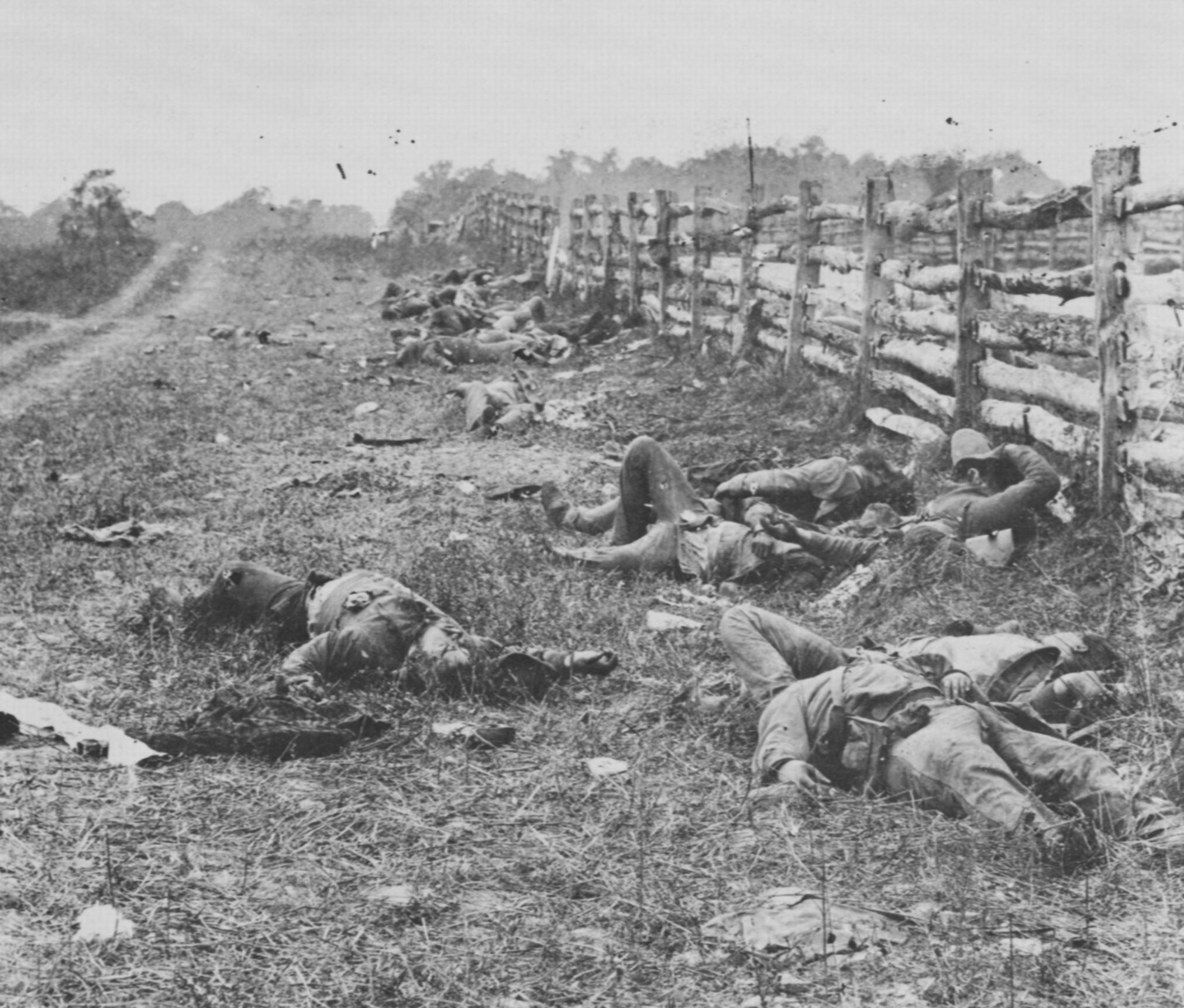
Sur le champ de bataille d'Antietam, Mathew B. Brady, septembre 1862.

La représentation photographique de cadavres de soldats pose des enjeux inédits.
Ulrich Pohlmann, qui dirige la collection photographique du musée de la ville de Munich, estime que l'impact médiatique, novateur, des photographies de cadavres auprès de l'opinion publique remonte à l'exposition des images des morts d'Antietam dans la galerie Brady, à New York, en 1862 : « Pour la première fois, la mort sur le champ de bataille revêtait un caractère sensible et direct […]. Le compte-rendu publié par The New York Times à propos de cette exposition valut à Brady une popularité accrue et un afflux considérable de clients ». Sophie Delaporte, à propos des mêmes images de 1862, estime que les photographes « contribuent à modifier la relation à l’atteinte corporelle et à poser une image sur la notion même de champ de bataille. Ils font également sauter la barrière d’invisibilité des corps mutilés ou des cadavres en rapportant à l’arrière le tragique de la guerre ».
Mais dès l'année suivante, A Harvest of Death supplante « l'effet produit par Antietam dans la mémoire collective ». Avec cette image, 1863 devient une « date repère dans la modification des sensibilités, une étape dans cette histoire, relativement nouvelle, des émotions ».
Laurent Gervereau, pour la Bibliothèque de documentation internationale contemporaine (BDIC), considère également que « la guerre de Sécession introduit une dimension nouvelle dans une telle recension glaciale des effets de guerre : les cadavres. […] Chez Sullivan et Gardner […] le constat photographique à ses débuts atterre. Balayant tout mouvement, tout héroïsme du geste, tout récit de la bravoure […], il introduit des vues radicales ». Si le constat que fait le photographe n'est pas tout à fait volontaire — on ne peut toujours pas fixer l'instant du combat, et la photographie apporte une sorte de relevé d'après-guerre —, l'impact n'en est pas moins net : « Pourquoi faire la guerre dans ces conditions ? [Les usages photographiques de la guerre] annihilent des siècles de narration guerrière. Car la guerre était l'épopée, et l'image illustrait les développements successifs de la geste […]. La photographie ne raconte plus rien de l'épicentre : le combat. Il n'y a plus courage, détresse, victoire, défaite. Il demeure l'accommodement des restes. »
L'historien de l'art François Robichon indique que, même en tenant compte de la mise en scène opérée par O'Sullivan, « si on peut faire mentir la photographie sur son sens, les cadavres sont bien réels et leur vue a bouleversé les conventions établies ».

### Échec commercial

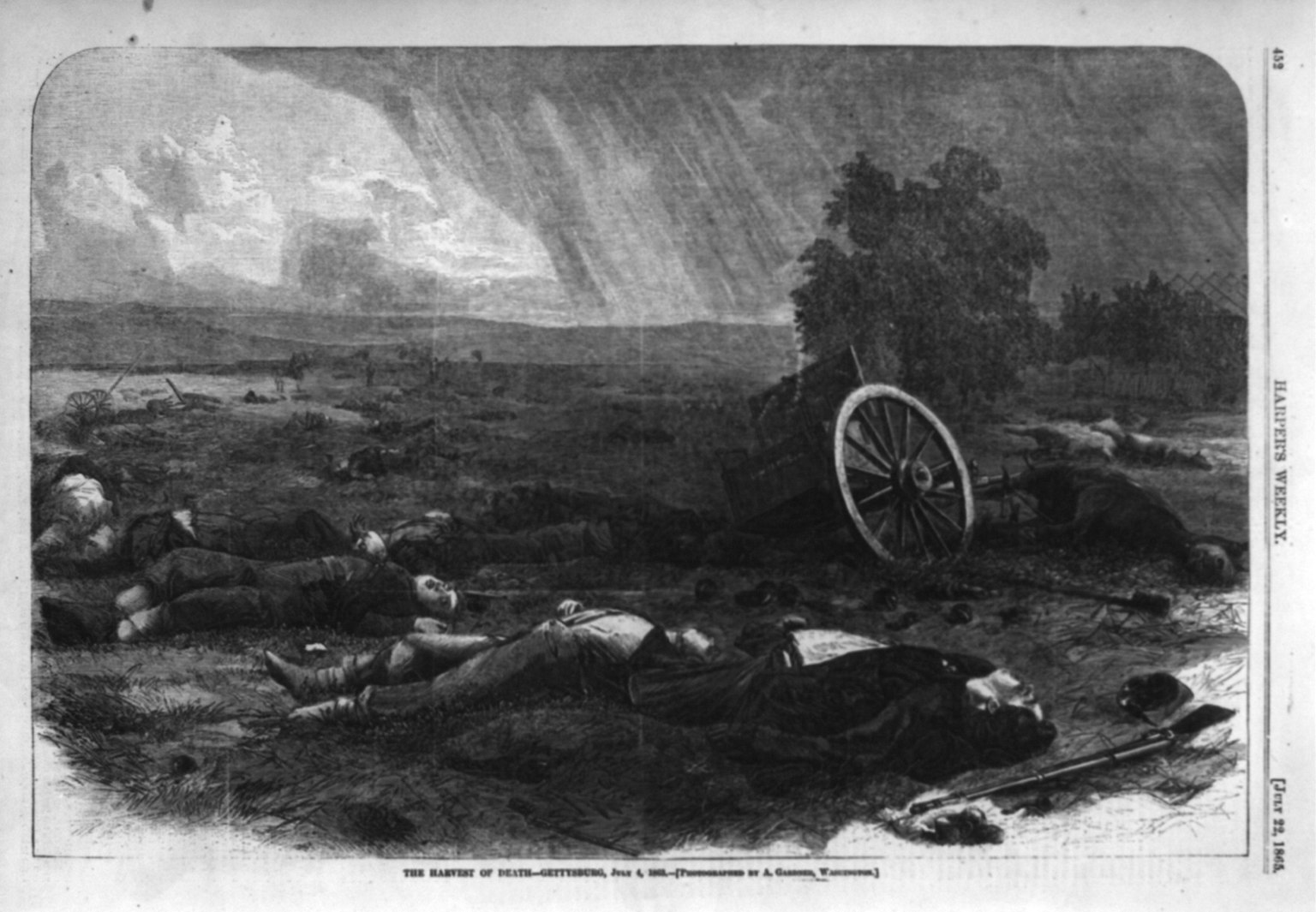
The harvest of death - Gettysburg, July 4, 1863 (Dead soldiers and horses on battlefield), Gravure sur bois d'après la photographie de Gardner, 22 juillet 1865, bibliothèque du Congrès.

Si l'image a beaucoup choqué lors de sa parution, en revanche elle ne constitue pas un succès commercial, et le Photographic Sketchbook of the War trouve peu d'acheteurs, en raison de son coût, mais aussi, selon Sophie Delaporte, parce que « les souffrances endurées pendant la durée du conflit ont fini par détourner la population » de ces images.
Une gravure sur bois inspirée du motif de la photographie paraît dans le Harper's Weekly du 22 juillet 1865.
Le fonds Brady est racheté, après sa faillite, par le Congrès américain en 1872 ou 1875.
O'Sullivan mène ensuite une carrière de photographe, attaché à documenter l'exploration des paysages américains. François Brunet considère qu'il s'agit du « plus célèbre et […] plus énigmatique des photographes de l'exploration ». Un temps oublié, son travail est redécouvert à partir des années 1930, puis interprété, dans les années 1970, comme celui d'un pionnier. Puisqu'il n'a pas laissé d'écrits, seule l'analyse de son œuvre permet d'approcher certaines de ses logiques : le travail en série, la pratique usuelle du panorama et du champ-contrechamp, la variation des éclairages — naturels — sur un même lieu. Pour Brunet, O'Sullivan crée des paysages dynamiques, habités de rares figures humaines que l'on peut interpréter comme des métonymies de l'Amérique. Il y ajoute un certain narcissisme non dénué d'humour, le photographe incluant dans un grand nombre d'images, entre 1860 et 1880, la présence de son matériel, pied-de-nez au relatif anonymat auquel étaient contraints les photographes du gouvernement.

### Époque contemporaine

#### Icône américaine
La Grande histoire illustrée de la guerre civile éditée par Francis Trevelyan Miller en 1911 fait de la photographie le vecteur d'une unité nationale, marquée par le pacifisme,. 
Lors du cent-cinquantenaire de la bataille, comme à l'époque contemporaine, A Harvest of Death bénéficie d'un statut d'icône et d'une très grande popularité,,,,. La révélation, par l'historien militaire Frassanito, en 1975, des éléments de mise en scène des photographies attribuées à Brady ouvre la voie à une nouvelle et populaire démarche d’investigation historique des photos anciennes,.
Pour Jérôme Bimbenet, « les terribles images de Timothy O'Sullivan ou de Matthew Brady sont inscrites dans l'inconscient collectif américain ». L'historien Farid Ameur estime en 2018, dans son ouvrage sur la guerre de Sécession, que « la tragédie occupe toujours une place capitale dans la mémoire collective des Américains. Ainsi, à travers le cinéma, la littérature, les études historiques et les innombrables monuments dédiés aux disparus, le souvenir de la guerre civile survit. Les remarquables photographies de Matthew Brady, de Timothy O’Sullivan et d’Alexander Gardner sont sans cesse passées au crible ».
La photographie suscite jusqu'au XXIe siècle un tourisme pour amateurs à Gettysburg,, ainsi que des tentatives pour identifier l'endroit exact de la prise de vue,.

#### Photographie
En 2006, le philosophe Pierre Zaoui rapproche cette photographie du diptyque du photographe Éric Baudelaire, The Dreadful Details, rappelant qu'elle est une mise en abîme des justifications de l'image de guerre, et notamment de sa fonction de dénonciation, clairement énoncée dans la légende de Gardner. Le titre même de l'œuvre est un emprunt à l'introduction du Photographic Sketch Book of the War de 1865. L'historienne de l'art Héloïse Conésa poursuit cette interprétation, en reconnaissant dans The Dreadful Details « une fiction documentaire étayée par tout un faisceau de références, notamment aux photographies de la guerre de Sécession, telle la plus fameuse d'entre elles, A Harvest of Death » : cette photographie est fameuse à la fois parce qu'elle est l'une des premières à montrer le champ de bataille recouvert de cadavres, mais aussi parce qu'elle est pionnière dans la « falsification » ou dans la mise en scène. En 2006, A Harvest of Death inspire donc une œuvre qui interroge la « nature de « l’image d’Histoire » à l’ère contemporaine, [en ayant recours à] l’industrie du simulacre : Hollywood » : toute la scène censée se dérouler en Irak pendant la guerre est composée de figurants.
Le photographe Robert Adams cite Timothy O'Sullivan parmi ses rares sources d'inspiration.

#### Éducation
Très présente dans les manuels scolaires aux États-Unis, l'image soulève des enjeux pédagogiques, notamment en cours d'histoire : Jean-Marie Baldner propose en 2005 aux enseignants une démarche particulière autour de la photographie. Partant du constat que le manuel scolaire est une somme achronique de documents, tous donnés à voir dans une certaine immédiateté et dans une compréhension que l'on suppose spontanée (« tout le monde voit et donc sait, parce que tout le monde regarde tous les jours des photoreportages »), il promeut dans le cadre de la classe une lecture anachronique assumée, et contrôlée, des photographies anciennes, ainsi de A Harvest of Death, dont l'analyse serait le moyen de faire apparaître, pour les élèves, des questionnements utiles à la lecture des photoreportages des conflits actuels.